# Carolyn R. Bertozzi
Carolyn Ruth Bertozzi (Boston, Massachusetts, 10 d'octubre de 1966) és una química estatunidenca fundadora de la química bioortogonal. És professora a la Universitat Stanford, on ocupa la Càtedra d'Anne T. and Robert M. Bass a l'Escola d'Humanitats i Ciències. El 2022 rebé el Premi Nobel de Química juntament amb Barry Sharpless i Morten P. Meldal per les seves recerques i l'aplicació de la teoria de la química del clic; en el cas de Bertozzi, portant la tècnica a un nivell més avançat, que ha fet possible fer-la servir en éssers vius (química bioortogonal).

## Vida
De nina, Bertozzi vivia a Lexington, Massachusetts. És la segona de les tres filles de William Bertozzi, professor de física nuclear al Massachusetts Institute of Technology (MIT, Cambridge, Massachusetts). Es graduà en química a la Universitat Harvard el 1988 i es doctorà en la mateixa matèria per la Universitat de Califòrnia a Berkeley el 1993. Fou becaria postdoctoral a la Universitat de Califòrnia a San Francisco, de 1993 a 1995. Fou professora ajudant a Berkeley el 1996 i professora titular de química i biologia molecular i cel·lular el 2002. També ocupà una plaça com a professora de farmacologia molecular i cel·lular del 2000 al 2002 a la Universitat de Califòrnia a San Francisco. Del 2006 al 2015 fou directora de la Molecular Foundry, una instal·lació de nanociència, al Lawrence Berkeley National Laboratory. El 2015 es convertí en professora de química a la Universitat Stanford.
Fou guardonada amb el premi MacArthur "genius" a l'edat de trenta-tres anys, essent així una de les científiques més joves a rebre aquest premi. El 2010 fou ser la primera dona a rebre el prestigiós Premi Lemelson MIT. També és membre de l'Acadèmia Nacional de Ciències dels Estats Units, l'Acadèmia Nacional d'Inventors i l'Institut de Medicina. El 2014, es va anunciar que Bertozzi seria l'Editora en Cap de l'ACS Central Science, primera revista d'accés obert de la Societat Química Americana que ofereix tot el contingut gratuït al públic.

## Obra
La recerca de postgrau de Bertozzi se centrà en la síntesi d'anàlegs de glúcids, destinada a aplicacions biològiques. Seguí línies d'investigació similars durant els seus estudis postdoctorals, investigant el paper dels glúcids en la inflamació. En aquella època, també començà a mapejar un glican específic, un tipus de glúcid que normalment es troba a la superfície de les cèl·lules, que s'especialitza a atraure cèl·lules immunitàries cap als ganglis limfàtics. En aquests experiments aplicà la química del clic utilitzant una azida i un grup alquí per generar una molècula en forma d'anell capaç d'unir-se a un glúcid modificat conegut com a àcid siàlic a la molècula de glican. Fent servir un marcador fluorescent etiquetat a la molècula de l'anell, Bertozzi pogué fer un seguiment del compost de l'anell a mesura que s'unia al glican, desenvolupant d'aquesta manera un mapa de la ubicació del glican. Anomenà la reacció entre el glúcid modificat i la molècula fluorescent com a bioortogonal i encetà un nou camp de recerca, la química bioortogonal.

## Premis i guardons
- Phi Beta Kappa (1987)
- Premi Beckman de joves investigadors (1998)
- Premi Arthur C. Cope de la Societat Química Americana (1999)
- Beca MacArthur (1999)
- Premi d'Ensenyament distingit de Berkeley (2001)
- Premi ACS en Química Pura (2001)
- Premi Donald Sterling Noyce per l'Excel·lència a l'ensenyament dels llicenciats (2001)
- Premi Hans Bloemendal (2003)
- Medalla Havinga de la Universitat neerlandesa de Leiden (2005)
- Premi Wolf en Química (2022)
- Premi Welch en Química (2022)
- Premi Dr. H. P. Heineken de Bioquímica i Biofísica (2022)
- Medalla Bijvoet del Centre Bijvoet per la Recerca Biomolecular de la Universitat d'Utrecht (2022)
- Premi Nobel de Química (2022)